# Aimar Sagastibeltza
Aimar Sagastibeltza Caballero, född 5 juli 1984 i Leitza, Navarra, Spanien, är en spansk fotbollsspelare som spelar för Barakaldo Club de Fútbol.